# Melodie Johnson
Melodie Johnson, auch Melodie Johnson Howe, (* 23. Oktober 1943 in Los Angeles, Kalifornien) ist eine US-amerikanische Schauspielerin und Autorin.

## Leben
Johnson studierte an der University of California in Los Angeles, als sie auf einer Party vom Filmproduzenten Hal Landers angesprochen und zu einem Casting bei den Universal Studios eingeladen wurde. Dieser verlief zwar negativ, ein weiteres Casting bei den Universal Studios verlief jedoch so gut, dass sie einen Filmvertrag erhielt. Sie erhielt in der Folge Gastauftritte in Fernsehserien wie Die Leute von der Shiloh Ranch, Laredo und Ihr Auftritt, Al Mundy und Nebenrollen in Spielfilmen wie Coogans großer Bluff neben Clint Eastwood, Gaily, Gaily neben Beau Bridges und Whisky brutal neben Richard Widmark. Neben ihrer Schauspielkarriere besuchte sie das Weiterbildungsprogramm der UCLA, wo sie Kreatives Schreiben studierte. Gegen Ende der 1970er Jahre blieben Rollenangebote aus, woraufhin sie zunächst in Fernsehwerbespots auftrat, dann jedoch ihre Schauspielkarriere beendete.
Johnson, die seit Mitte der 1960er Jahre mit dem Filmmusik-Produzenten Bones Howe verheiratet ist, schrieb daraufhin ihren ersten Kriminalroman unter ihrem vollen Namen Melodie Johnson Howe. Nachdem dieser von mehreren Verlagen abgelehnt worden war, wurde The Mother Shadow von Viking Press veröffentlicht. Später folgte Beauty Dies. Beide Bücher wurden ins Deutsche übersetzt und sind beim Goldmann Verlag erschienen.

## Filmografie (Auswahl)

### Film
- 1967: Der Ritt zum Galgenbaum (The Ride to Hangman’s Tree)
- 1968: Coogans großer Bluff (Coogan’s Bluff)
- 1969: Gaily, Gaily
- 1970: Nichts wie weg, Rabbit (Rabbit, Run)
- 1970: Whisky brutal (The Moonshine War)

### Fernsehen
- 1965: Die Leute von der Shiloh Ranch (The Virginian)
- 1966: Laredo
- 1969: Ihr Auftritt, Al Mundy (It Takes a Thief)
- 1970: Verliebt in eine Hexe (Bewitched)
- 1972: Mannix
- 1976: Delvecchio
- 1977: Baretta
- 1978: Lou Grant
- 1978: Barnaby Jones

## Werke
- Schattenfrau. (The Mother Shadow), Goldmann, 1990, ISBN 3-442-05146-0.
- In Schönheit sterben. (Beauty Dies), Goldmann, 1995, ISBN 3-442-05881-4.